# Bitka za Pakrac ožujka 1991.
Bitkom za Pakrac je oružani sukob između hrvatske policije i srpskih pobunjenika, kojega neki smatraju krajem Balvan revolucije i početkom Domovinskog rata. U sukobu nije bilo mrtvih i nije korišteno teško naoružanje, ali se kolokvijalno za njega uvriježio naziv "bitka": do tada doista takve ozbiljne oružane borbe nije bilo.
Oružani sukob hrvatskih policijskih postrojaba s pobunjenim Srbima zbio se 1. ožujka 1991. Ovo je bio prvi otvoreni oružani sukob hrvatskih regularnih snaga sa srpskim pobunjenicima. Ovaj dan se u Pakracu obilježava svake godine kao obljetnica početka Domovinskog rata u Republici Hrvatskoj.

## 1990.
Hrvatski parlamentarni izbori 1990. održani su u travnju i svibnju. U Pakracu ni SDS ni HDZ nisu imali stranačke ogranke, nego su osnovani tek nakon izbora. Vlast je u općini Pakrac obnašala koalicija Saveza komunista Hrvatske / Stranka demokratskih promjena (SKH-SDP) i Socijalističkog saveza / Saveza socijalista.
U skladu s programom SDS-a u zapadnoj je Slavoniji tijekom druge polovice 1990, a posebice prve polovice 1991, radio na ustrojavanju administrativno-teritorijalne cjeline koju bi činio prostor kompaktno nastanjen Srbima, a koji bi se protezao između Save i Drave. Proces stvaranja srpske oblasti na području zapadne Slavonije u početku je težište imao na (ponovnom) formiranju općine Okučani, koja je zatim, kao općina s većinskim srpskim stanovništvom, trebala postati snažno srpsko uporište u zapadnoj Slavoniji. No kako ideja nije bila provedena u djelo, početkom 1991. djelovanje SDS-a usmjereno je na stvaranje velike „srpske“ općine Pakrac (ona je trebala postati središte jer je imala najveći postotak srpskoga stanovništva u zapadnoj Slavoniji, 46,4 posto), kojoj su se trebala priključiti većinski srpska naselja susjedne novogradiške, požeške i novljanske općine. Hrvatski državni teritorij time bi bio presječen jer su općine koje su trebale biti dijelom srpske autonomije (odnosno planirane srpske paradržave) u zapadnoj Slavoniji presijecale Hrvatsku od granice s Mađarskom do granice s Bosnom i Hercegovinom. Geopolitičku strategiju koja je tijekom druge polovice 1990. i prve polovice 1991. SDS provodio političkim (početkom ožujka 1991. napadom na policijsku postaju u Pakracu) i oružanim putem, u drugoj je polovici 1991. provodila JNA potpomognuta pobunjenim lokalnim srpskim stanovništvom. Zajedničko djelovanje SDS-a u zapadnoj Slavoniji i JNA potvrđuju i ratni planovi JNA koji su podrazumijevali vojno presijecanje Hrvatske na području između Save i Drave.
Radikalizacija situacije i pogoršanje hrvatsko-srpskih odnosa na zapadnoslavonskom području uzrokovali su i podjelu zastupnika pakračke skupštine na klubove po nacionalnoj osnovi, koji su pak bili pod utjecajem u međuvremenu osnovanih SDS-a i HDZ-a. Tako je na sjednici Skupštine općine Pakrac prilikom donošenja odluke o pristupanju SAO Krajini sudjelovao i Veljko Džakula te čak održao govor, u kojem je zaključio da ako Hrvatska ima namjeru razdružiti se od Jugoslavije, onda Pakrac ima namjeru razdružiti se od Hrvatske te naglasio da spomenute odluke nisu posljedica kninskog utjecaja.

## Uvodna zbivanja
Cilj velikosrpskih ideologa je bio zauzeti grad Pakrac. Prema njihovim planovima, trebao je biti središtem SAO Krajine za Zapadnu Slavoniju.
Stvari su se počele zakuhavati početkom 1991. Počele su s otvorenom velikosrpskom ikonografijom. Po gradu su velikosrbi iscrtavali četničke oznake i isticali četničke zastave. Noćna pucnjava je postajala uobičajenom, a onda su počeli podmetati eksplozive pod kuće Hrvata.
4. siječnja 1991. osnovan je Sekretarijat unutrašnjih poslova SAO Krajine (SUP-a SAO Krajine). To su bile milicijske snage pobunjenih Srba, svojevrsno ministarstvo unutarnjih poslova srpske paradržave, a vrlo brzo će se pokazati i jednim od sastavnih dijelova raznovrsnih oružanih sastava pobunjenih Srba. Policijska postaja u Pakracu time je izdvojena iz sastava MUP-a RH i postala je sastavnim dijelom tijela unutarnjih poslova pobunjenih Srba. Za razliku od ostalih milicijskih stanica općina SAO Krajine, koje su bile neposredno podređene SUP-u SAO Krajine,
Političke razloge inicijative za pripajanje mjesta s većinskim srpskim stanovništvom općini Pakrac potvrdio je početkom veljače 1991. i čelnik zapadnoslavonskog SDS-a, predsjednik Regionalnog odbora SDS za Slavoniju i Baranju Veljko Džakula. Sljedeći korak su napravili dužnosnici Skupštine Općine Pakrac, u kojoj su uglavnom bili Srbi. 22. veljače iste godine su izglasovali pripojenje t.zv. SAO Krajini. Ključnu ulogu u odluci o pristupanju SAO Krajini imao je SDS, koji doduše službeno nije sudjelovao u radu pakračke općinske skupštine (naime, stranka je na području zapadne Slavonije osnovana tek nakon što su održani parlamentarni i lokalni izbori u travnju i svibnju 1990), no imao je snažan utjecaj na njezin rad. Tad je široj hrvatskoj javnosti pozadina procesa okupljanja većinski srpskih naselja oko općine Pakrac postala je očigledna. istovremeno s odlukom o pristupanju SAO Krajini, „u okviru razmatranja i ocjene trenutnog stanja u općini“ usvojen je i zaključak da se Policijska postaja u Pakracu (preimenovana u Općinski sekretarijat unutrašnjih poslova Pakrac) „stavlja pod neposredno rukovođenje“ Sekretarijata unutrašnjih poslova SAO Krajine. Za razliku od ostalih milicijskih stanica općina SAO Krajine, koje su bile neposredno podređene SUP-u SAO Krajine, policijska postaja u Pakracu dobila je status općinskog sekretarijata unutrašnjih poslova. U to vrijeme je načelnik pakračkog SUP-a bio Jovo Vezmar, osoba srpske nacionalnosti. Na tom je mjestu bio zadržan zbog "mirnog suživota". 22. veljače Jovo Vezmar zapovjedio je da se u službu pozove 80 posto pričuvnoga sastava policijske stanice Pakrac.
Ustavni sud RH, uz obrazloženje da Hrvatski ustav ne sadrži osnove za postojanje tvorevine kakva je SAO Krajina, poništio je 28. veljače 1991. odluku o pristupanju općine Pakrac SAO Krajini. 
No, od srpskih političara koji su poticali pobunu i pripojenje velikoj Srbiji je dobio zadaću da pripoji Općinu Pakrac SAO Krajini, a kao put ka tom cilju je trebao preuzeti nadzor nad Pakracom i policijskom postajom.
Prema Džakuli, Josip Boljkovac nudio mu je pregovore potkraj veljače 1991, prije izbijanja oružanog sukoba u Pakracu, no Džakula je odbio sastanak, poručivši Boljkovcu da razgovara s nekim iz „rukovodstva SAO Krajine jer Pakrac njoj pripada“.

### 1. ožujka 1991.
Tako je Jovo Vezmar 1. ožujka 1991. zapovijedio mobilizaciju pričuvnog sastava ondašnje milicije i to je mobilizirao isključivo Srbe. Sve oružje namijenjeno pričuvnom sastavu je predao isključivo Srbima iz Pakraca i iz sela u okolici. Iste noći, s 1. na 2. ožujka je na prijevaru razoružao policajce hrvatske nacionalnosti (njih 16) te tako preuzeo nadzor nad policijskom postajom. Pričuvni policajci srpske nacionalnosti, na čelu s njime, zauzeli su 1. ožujka policijsku postaju, razoružavši svoje hrvatske kolege u postaji. Zgradu policijske postaje i općine okružili su, uz policajce srpske nacionalnosti, i naoružani civili, a akciju su koordinirali čelnici mjesnog SDS-a, na čelu s Veljkom Džakulom.
S policijske zgrade i općinske zgrade su pobunjeni Srbi skinuli zastavu Republike Hrvatske i postavili zastavu Republike Srbije. Na zgradu Skupštine Općine su postavili i četničku zastavu.
Potom se i JNA uključila u srpsku pobunu. Predsjednik Predsjedništva SFRJ Borisav Jović je, bez dogovora s ostalim članovima toga tijela, odobrio slanje jedinica JNA u Pakrac te su u grad upućene snage JNA iz Bjelovara, Virovitice i Zagreba. Iz vojarne JNA u Bjelovaru je prema Lipiku krenula kolona od 10 tenkova. Kroz Pakrac je prošla oko 22:30.

### 2. ožujka 1991.
Hrvatska reakcija je uslijedila idućeg dana, 2. ožujka. Postrojba specijalne policije RH je krenula iz Bjelovara. Prvo je uklonila barikade na cestovnoj prometnici prema Daruvaru. Rano ujutro hrvatska policija došla je u Pakrac. Pobunjeni policajci su se na vijest o dolasku specijalne policije povukli u obližnja brda. U brda Papuka i Psunja povukao se i dio srpskoga stanovništva iz Pakraca i okolice.
Dolazak specijalnih snaga hrvatske policije u Pakrac popraćen je u srpskim medijima izvještajima o poginulim i ranjenim Srbima, iako su u Pakracu ranjena samo tri hrvatska policajca. Nekoliko dana poslije te su dezinformacije demantirane.
Kad je hrvatska policija stigla u gradsko središte, po njima su iz pješačkog oružja zapucali pobunjeni srpski policajci s položaja na brdu Kalvariji.
Hrvatski specijalci su odgovorili i uslijedio je kratki okršaj, u kojem su pobjedu izvojevali hrvatski specijalci. Zarobili su 32 pobunjena policajca i oslobodili policijsku postaju te uklonili srpske zastave sa službenih hrvatskih objekata i vratili zastave RH. Pobunjene srpske policajce se sprovelo u Bjelovar, a u gradu su ponovno vratili javni red i mir.
Pobunjeni zapovjednik je smijenjen i policijska postaja je dobila novog zapovjednika Stjepana Kupsjaka.
Popodneva tog dana oko 16 sati su u Pakrac došli visoki hrvatski dužnosnici, potpredsjednik Predsjedništva SFRJ Stjepan Mesić i predsjednik Vijeća općina Sabora RH Slavko Degoricija.
Hrvatske su postrojbe uskoro doznale da srpski pobunjenici spremaju još iste noći novi i snažniji napad na policijsku postaju. Radi sprječavanja velikosrba da ponovno zauzmu postaju i radi obrane Pakraca, u Pakrac su se zaputila dva autobusa hrvatskih policajaca. Oko 18 sati su došli autobusi u Pakrac. Čim su izašli iz autobusa, policajce je zasula snažna puščana paljba s položaja na okolnim brdima te iz strojnice s tornja pravoslavne crkve. Uvečer 2. ožujka, došlo do razmjene vatre, zapravo manjeg incidenta između pripadnika hrvatske policije i JNA, prvoga takva slučaja u Domovinskom ratu.
Nakon što su Mesić i Degoricija završili s posjetom, pobunjeni Srbi ponovo s brda Kalvarije pucaju po gradu. Napad na grad i okršaj hrvatske policije s pobunjenicima je potrajao cijelu noć.
Predsjednik RH Franjo Tuđman uputio je 2. ožujka pismo Predsjedništvu SFRJ, u kojem je upozorio da hrvatske vlasti imaju dokaze kako su u pripremi pakračkih događaja, koji su završili razoružanjem hrvatskih policajaca, sudjelovali visoki oficiri JNA. Doista, JNA je imala pripremljen plan napada na snage hrvatske policije u Pakracu.
JNA je u Pakracu prvi put primijenila taktiku „tampon-zone“, koju će nekoliko mjeseci poslije često upotrebljavati u Hrvatskoj – nakon reakcije hrvatske policije na oružane akcije srpskih pobunjenika, JNA bi postavila svoje snage između dvije strane, službeno „razdvajajući sukobljene strane“, a zapravo onemogućavajući hrvatskoj policiji dalje djelovanje i uspostavu ustavnopravnoga poretka RH.

### 3. ožujka 1991.
Jutro nakon borbi su se srpski pobunjenici razbježali u šume ili u sela kojima je pristup bio zapriječen barikadama koje su postavili pobunjenici.
Pobunjenicima je pohitala u pomoć oklopna postrojba JNA, no stigla je u grad prekasno i nije mogla spriječiti reakciju hrvatskog redarstva. Ipak prolazak kroz grad je imao drugu svrhu: demonstrirati silu prolazeći kroz grad, zastrašiti Hrvate i ohrabriti velikosrbe.
Na nogometnom igralištu je održan sastanak u nazočnosti Stjepana Mesića, ministra unutarnjih poslova RH Josipa Boljkovca, potpredsjednika Vlade RH Mladena Ramljaka,  predstavnika Predsjedništva SFRJ Nenada Bućina i Bogića Bogićevića, ministra unutarnjih poslova SFRJ Petra Gračanina i zapovjednika 5. vojne oblasti generala Konrada Kolšeka. Zaključilo se da se stvari u Pakracu vrate na stanje od prije 1. ožujka.
Budući da je Hrvatska pristala na povlačenje snaga specijalne policije iz Pakraca, nije realiziran plan JNA o napadu na snage hrvatske policije u Pakracu.

## Poslije 3. ožujka
Dio srpskog stanovništva koji je 2. ožujka napustio Pakrac ostao je i nakon smirivanja situacije u „šumama Papuka i Psunja“. Zajedno s njima, u „zbegu sa srpskim narodom“ nalazio se i Veljko Džakula, koji se u Pakrac vratio tek 9. ožujka, nakon poziva pomoćnika ministra unutarnjih poslova Slavka Degoricije na daljnji razgovor.
Nakon smirivanja situacije, s pakračkoga područja povučene su 18. ožujka i snage JNA.
Zbog pakračkih događaja, kao i zbog velikih prosvjeda srbijanskih oporbenih stranaka protiv režima Slobodana Miloševića, koji su održani 9. ožujka 1991. u Beogradu, vrh JNA na sjednici Predsjedništva SFRJ održanoj od 12. do 15. ožujka zatražio uvođenje izvanrednoga stanja u zemlji. No zbog protivljenja hrvatskoga, slovenskog, makedonskog i bosanskohercegovačkog predstavnika u Predsjedništvu SFRJ, zahtjev nije prihvaćen.

## Bilanca napada
Nakon napada pobunjenih Srba na Pakrac i okršaja s njima, hrvatske su redarstvene snage imale trojicu ranjenika.
Prema svjedočenju bivšeg predsjednika SDS-a (za područje zapadne Slavonije), Veljka Džakule nešto poslije, u srpnju 1991. je on (Džakula) osobno primio prijetnju smrću od strane srpskog šefa policije u Pakracu Jove Vezmara, zbog "pasiviziranja Srba u zapadnoj Slavoniji i zato što još nije došlo do rata".
Nakon 1. ožujka, na temelju srpskih dokumenata, može se reći da se intenzivirao rad na ustrojavanju, naoružavanju i obuci srpskih paravojnih formacija u zapadnoj Slavoniji i njihovoj pripremi za predstojeći, sada već potpuno izvjestan otvoreni rat.
Stoga je opreznije djelovanje od čelnika pobunjenih Srba u zapadnoj Slavoniji tražio i glavni orkestrator srpske pobune u Hrvatskoj, Slobodan Milošević, koji je Veljku Džakuli (prema svjedočenju Živka Zagorca, jednog od potpredsjednika Regionalnog odbora SDS za Slavoniju i Baranju) na sastanku u Beogradu u svibnju 1991. naložio „da više ne idemo u sukobe sa MUP-om, već da ostavimo da se sudare s armijom i da armija sa NDH bez ikakvih problema može obračunati“.
5 i pol mjeseci poslije, napadom pobunjenih Srba i dragovoljaca iz BiH i JNA na Pakrac 19. kolovoza 1991. bila je druga bitka za Pakrac.

## Također pogledajte
- Napad na Pakrac
- Pokolj u Kusonjama 8. rujna 1991.
- Evakuacija bolnice u Pakracu
- Bitka za Batinjane
- Operacija Orada
- Operacija Alfa
- Stjepan Širac
- Ibrahim Abushaala – "Gadafi"
- Marijan Kulhavi – Foka